# Lambert I de Leuven
Lambert I (supranumit "cel Bărbos") (n. cca. 950, Louvain-d. 12 septembrie 1015, Florennes) a fost primul conte de Leuven, începând din 1003.
Lambert era fiul contelui Reginar al III-lea de Hainaut cu Adela, fiică a contelui Reginar al IV-lea de Mons.
El a fost ucis de către ducele Godefroi al II-lea de Lotharingia, într-o bătălie pentru pretențiile acestuia din urmă asupra comitatului de Verdun.
Lambert a fost soțul Gerbergăi de Lotharingia, și tatăl următorilor:
- Henric, succesorul la conducerea comitatului de Leuven
- Lambert, devenit și el conte de Leuven; căsătorit cu Oda de Verdun.
- Reinier
- Matilda (Maud), căsătorită cu contele Eustațiu I de Boulogne